# Mongolküre
Mongolküre, även känd som Zhaosu, är ett härad som lyder under den autonoma prefekturen Ili i Xinjiang-regionen i nordvästra Kina. Det ligger omkring 540 kilometer väster om regionhuvudstaden Ürümqi. 